# Argentinskt medborgarskap
Argentinskt medborgarskap är den legala förbindelsen mellan en privatperson och republiken Argentina. Staten följer jus soli-principen.

## Medborgarskap genom födelse
Alla barn som är födda på argentinsk mark räknas som infödda medborgare. Undantag är barn vars föräldrar är tjänstemän från en annat land, till exempel diplomater.
Också barn som har åtminstone en förälder med argentinskt medborgarskap vid barnets födelse blir infödd argentinsk medborgare. Om barnet föds utomlands, blir han eller hon en argentinsk medborgare efter födelsen har registrerats på en argentinsk konsulat.
Eftersom Argentina anser att Falklandsöarna är en del av Argentina, kan barn som är födda på öarna få argentinskt medborgarskap.

## Medborgarskap genom ansökan
Man kan få argentinskt medborgarskap genom ansökan om man uppfyller följande krav:
- är åtminstone 18 år gammal
- har varit lagligt bosatt i Argentina för åtminstone 2 år
- har presenterat lagt fram sitt ärende till en federal domstol

Folk som har fått medborgarskapet genom ansökan är befriade från värnplikten för 10 år enligt Argentinas grundlag. Sådana människor kan dock delta värnplikten frivilligt.
Argentina för bok över alla som har fått medborgarskapet genom ansökan. Detta register är dock inte offentligt utan uppgiften om medborgarskapet kan visas åt ansökaren själv, hans eller hennes nära eller ambassader efter en skriftlig anhållan.

## Dubbelt medborgarskap och medborgarskaps förlorande
Argentina erkänner dubbelt medborgarskap. Argentinska medborgare är också automatiskt medborgare av Mercosur och kräver inte pass vid gränsen.
Argentinska medborgarskapet är sällsynt på det sätt att det är omöjligt att bli av med det: argentinska lagen möjliggör inte att förlora medborgarskapet inklusive också sådana fall där man borde ge upp sitt argentinska medborgarskap för att kunna ta mot ett utländskt medborgarskap.